# Andreas Griewank

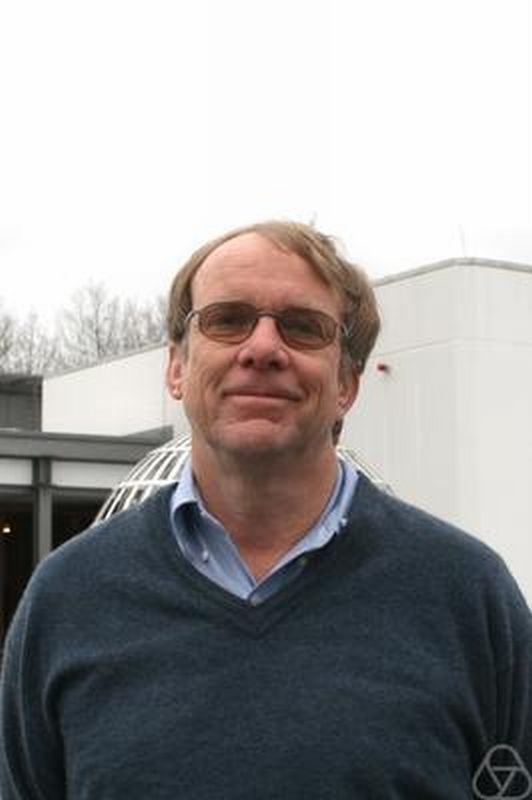
Andreas Griewank, Oberwolfach 2012

Andreas Griewank (* 26. Januar 1950 in Kassel; † 16. September 2021 in Trient) war ein deutscher Mathematiker, bekannt für die Entwicklung des Gebiets des Automatischen Differenzierens (AD).

## Werdegang
Andreas Griewank studierte nach dem Abitur 1968 in Hofgeismar an der TU Clausthal und der Albert-Ludwigs-Universität Freiburg mit dem Diplom 1976 bei Lutz Eichner (Affin-lineare Automaten) und an der University of Canberra mit dem Master-Abschluss 1977 und der Promotion 1980 bei Richard P. Brent (Analysis and Modification of Newton’s Method at Singularities). Als Postdoktorand war er bei Michael J. D. Powell an der University of Cambridge. 
1982 wurde er Assistant Professor und 1986 Associate Professor (mit „tenure“) an der Southern Methodist University in Dallas und ab 1987 war er Mathematiker am Argonne National Laboratory, ab 1992 als Senior Mathematician. Er befasste sich anfangs mit Quasi-Newton-Verfahren und ab 1987 am Argonne National Laboratory mit Automatischem Differenzieren. 1988 schrieb er dazu das Programm ADOL-C. 1998/98 war er am INRIA Sophia Antipolis in Antibes. Im Jahr 2001 erhielt Griewank einen Max-Planck-Forschungspreis für Mathematik und Informatik.
1993 wurde Griewank Professor und Direktor des Instituts für Wissenschaftliches Rechnen der TU Dresden. Von 2003 bis 2015 war er Professor an der Humboldt-Universität Berlin und ab 2008 Direktor des Instituts für Mathematik. Nach seiner Emeritierung engagierte er sich beim Aufbau der Technischen Universität Yachay in Ecuador und war dort von Mai 2015 bis Dezember 2019 Dekan der Mathematischen Fakultät.

## Schriften
- mit Andrea Walther:  Evaluating Derivatives: Principles and Techniques of Algorithmic Differentiation, 2. Auflage, SIAM 2008 (1. Auflage als alleiniger Autor 2000)
- mit George F. Corliss (Hrsg.): Automatic differentiation of algorithms : theory, implementation, and application, SIAM 1991
- Automatic Differentiation, Princeton Companion to Applied Mathematics, Princeton University Press 2014